# Блужа (деревня)
Блужа (бел. Блу́жа) — деревня в Пуховичском районе Минской области Республики Беларусь. В составе Блужского сельсовета.

## География
Расположена около железнодорожного остановочного пункта Блужа, в 8,5 км на юго-восток от Марьиной Горки, 62,5 км от Минска.

## История
Населённый пункт образован как железнодорожный разъезд около остановочного пункта Блужа на линии Минск—Осиповичи.
29 декабря 2015 года сельский населённый пункт (разъезд) Блужа получил статус деревни.

## Население

### Численность
- 2010 год — 19 жителей

### Динамика
- 1960 год — 40 жителей
- 2010 год — 19 жителей